# Ruth Porter
Ruth Oates Porter, baronne Porter de Fulwood est une pair à vie britannique et ancienne conseillère politique qui a été chef de cabinet adjoint de Downing Street sous la première ministre Liz Truss de septembre à octobre 2022.

## Biographie
Ruth Porter étudie la politique et la philosophie à l'Université de Warwick avant de déménager en Nouvelle-Zélande.
Porter passe plusieurs années à travailler pour des groupes de réflexion, dont le Maxim Institute en Nouvelle-Zélande, où elle est analyste politique de 2004 à 2007, puis responsable des communications de 2007 à 2009. Elle est auparavant conseillère spéciale dans divers ministères. Elle est responsable de programme chez techUK de juillet 2009 à février 2010, puis directrice de la communication à l'Institut des affaires économiques de mars 2010 à décembre 2013. Elle devient responsable de l'économie et de la politique sociale chez Policy Exchange en janvier 2014 et occupe ce poste pendant 8 mois jusqu'en août de la même année,.
Porter est conseillère spéciale entre 2014 et 2017, au ministère de l'Environnement, de l'Alimentation et des Affaires rurales auprès de la secrétaire à l'Environnement Liz Truss de 2014 à 2015, puis du leader de la Chambre des communes Chris Grayling de 2015 à 2016, puis revient auprès de Truss. au ministère de la Justice de 2016 à 2017,.
Porter rejoint le secteur privé où elle devient responsable des relations gouvernementales britanniques au sein du London Stock Exchange Group en novembre 2017 et est promue responsable des affaires internationales, des relations gouvernementales et de la stratégie réglementaire en avril 2020. Elle devient ensuite directrice générale de Finsbury Glover Hering en avril 2021, puis de FGS Global en juin 2022,.
Porter figure sur la liste restreinte du parti conservateur en tant que candidat pour devenir député d'Arundel et de South Downs pour les élections générales de 2019, mais Andrew Griffith est sélectionné à la place.
Porter est candidate pour les conservateurs aux élections du conseil d'arrondissement de Londres de Richmond upon Thames en 2022 pour St Margarets & North Twickenham, mais n'est pas élue, terminant avec 646 voix.
De septembre à octobre 2022, Porter occupe le poste de chef de cabinet adjoint de Downing Street sous la direction de Liz Truss, dont elle a dirigé la campagne électorale aux côtés de Mark Fullbrook.
Après son passage à Downing Street en tant que chef de cabinet adjoint, Porter demande conseil au Comité consultatif sur les nominations professionnelles, qui considère que le risque de retour dans le poste qu'elle occupait auparavant est faible, et Porter reprend son précédent poste de directrice générale chez FGS Global en février 2023.
Porter est nommée par Liz Truss pour une pairie à vie dans sa liste d'honneurs de démission,,,. Elle est créée baronne Porter de Fulwood, de Fulwood dans la ville de Sheffield, le 13 février 2024.